# Oulad Azzouz (Nouaceur)
Oulad Azzouz (en àrab أولاد عزوز, Ūlād ʿAzzūz; en amazic ⵡⵍⴰⴷ ⵄⵣⵣⵓⵣ) és una comuna rural de la província de Nouaceur, a la regió de Casablanca-Settat, al Marroc. Segons el cens de 2014 tenia una població total de 40.372 persones.